# Вооремаа
Во́оремаа (эст. Vooremaa) — природный парк в Эстонии.

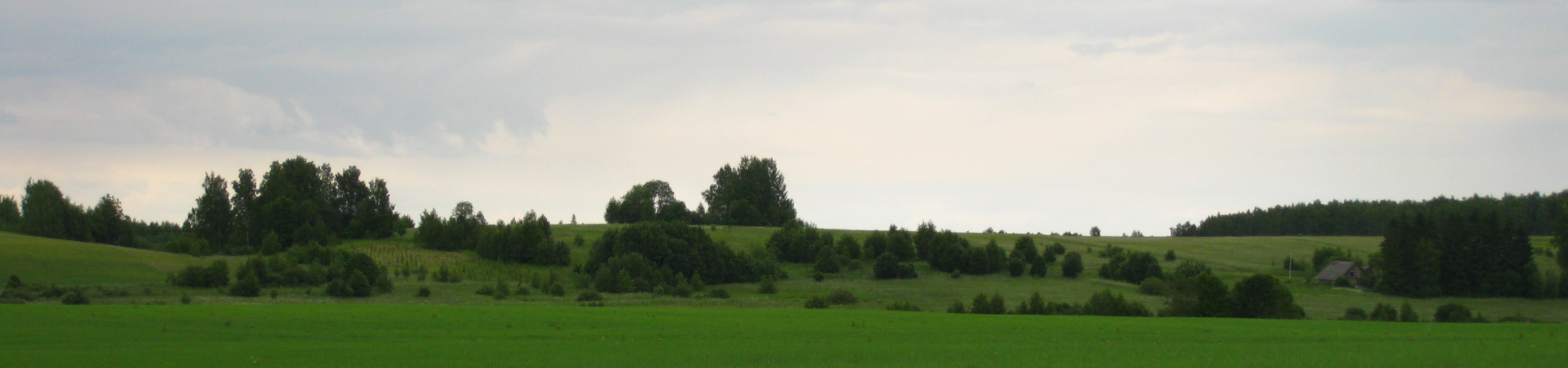

Природный парк был основан в 1964 году. Площадь его составляет около 10 тыс. га. Вооремаа является историческим названием территории между городами Йыгева и Тарту, отличающейся своеобразными природными особенностями. На данной территории получили широкое распространение многочисленные друмлины, в ложбинах между которыми располагаются озёра, самое крупное из которых — Саадъярв. От слова друмлины (эст. Voored) и произошло название Вооремаа. Уникальный друмлинный ландшафт является объектом особой охраны.
Длина друмлинов, расположенных параллельно и группами и перемежающиеся бороздами, здесь в среднем от 2 до 5 км, относительная высота около 25 м. Самый высокий холм Лаюсэ находится к востоку от города Йыгева (144 м над у.м.). Вооремаа располагается в пределах уездов Йыгевамаа и Тартумаа. Большая часть территории природного парка находится в уезде Йыгевамаа.